# NN-86
La carretera NN‑86 es una vía colectora secundaria situada en el municipio de La Dalia, en el departamento de Matagalpa. Su trazado conecta comunidades agrícolas de difícil acceso con el núcleo urbano principal del municipio.

## Trazado y cruces
| km  | Localidad / Punto   | Departamento | Conexión / Ruta |
| --- | ------------------- | ------------ | --------------- |
| 0,0 | El Triunfo          | Matagalpa    | Camino rural    |
| 3,8 | Comunidad El Zapote | Matagalpa    |                 |
| 7,4 | La Dalia            | Matagalpa    | NN 85 , NIC 3   |

## Coordenadas
Uno de los tramos de la NN‑86 puede ser encontrado en las coordenadas: 13°08′37″N 85°38′46″O / 13.1435, -85.6462